# John Frederick Lewis
Pour les articles homonymes, voir Lewis et John Lewis.
John Frederick Lewis (né à Londres le 14 juillet 1805 ; mort à Walton-on-Thames le 15 août 1876) est un peintre orientaliste anglais.

## Biographie

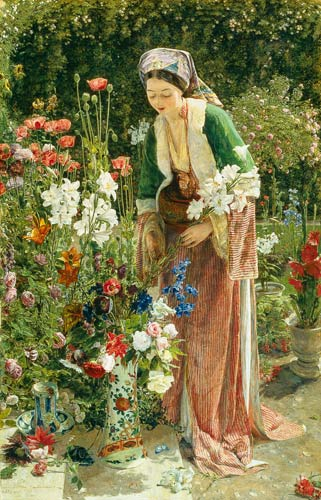
Dans le jardin du bey

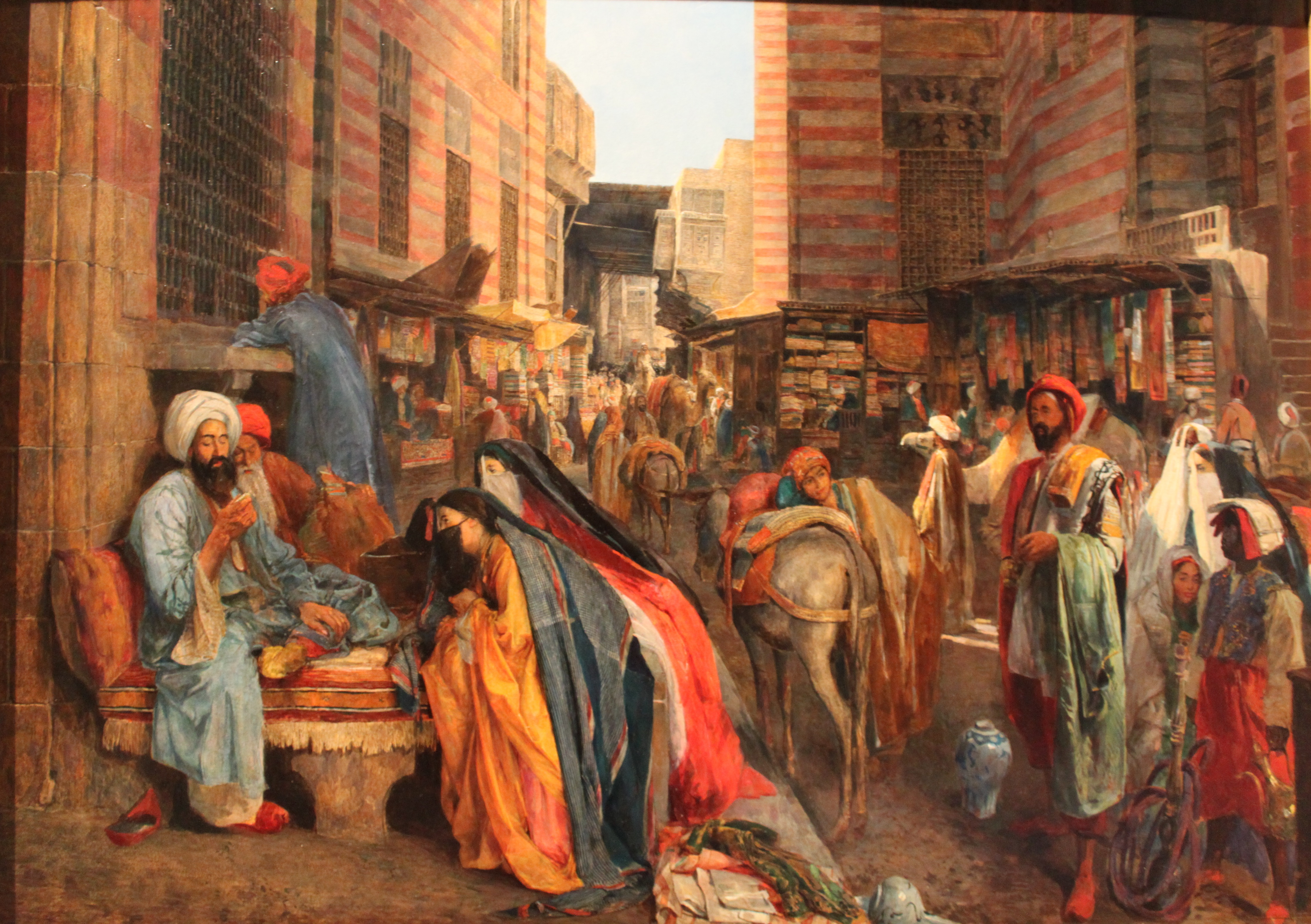
La Rue et la mosquée El Ghouri au Caire, vers 1876, 76 × 103 cm, musée du Louvre.

Fils du graveur et peintre paysagiste Frederick Christian Lewis (1779-1856), John Frederick Lewis commence avec lui l'apprentissage de son art puis il étudie la peinture animalière avec Edwin Landseer. Il voyage en suisse et en Italie en 1824, puis il vit en Espagne et au Maroc de 1832 à 1834. Il est à Paris en 1837, à Rome de 1838 à 1840 et entreprend à compter de cette année un grand voyage en orient qui l'amène au Caire, en 1841, où il séjourne 10 ans. 
Pendant son séjour au Caire, il habite dans le quartier d'Esbekieh, non loin de la mosquée du Sultan Hassan et de la mosquée-université Al-Azhar. Il reçoit quelques amis, dont le romancier William Thackeray en 1844. Il adopte le costume local et se tient à l'écart de la communauté occidentale. Il dessine et peint à l'aquarelle, technique auquel il se consacre presque exclusivement depuis 1827, la vie du Caire et de ses habitants avec le plus d'authenticité possible ainsi que les paysages d'Égypte et du Sinaï.
Rentré en Angleterre, il découvre que son œuvre y est appréciée et suscite des commentaires admiratifs notamment de l'écrivain John Ruskin. Il est nommé président de l'Old Watercolor Society en 1851 et le reste jusqu'à sa démission en 1858. Renouant avec la technique de la peinture à l'huile, il expose très régulièrement à la Royal Academy et la présentation de plusieurs de ses œuvres à l'Exposition universelle de Paris de 1855, lui vaut une analyse flatteuse de la part de Théophile Gautier. Il décède en 1876 à Walton-on-Thames où il s'est installé depuis son retour.

## Quelques œuvres
- Murillo painting the Virgin at the Franciscan Convent at Seville, 1838, aquarelle, Minneapolis Institute of Arts, Minneapolis.
- La Lettre interceptée, Le Caire ou An intercepted correspondance, Cairo, 1869, huile sur panneau, 74 × 87 cm, collection particulière[7].
- Spanish Peasants Dancing the Bolero, 1836, lithographie en couleurs sur papier ivoire, 26,5 × 37,2 cm, Institut d'art de Chicago.
- Et la profession de foi sauva le malade, 1872.
- La Réception, 1873.
- Le repas de midi, Le Caire, 1875.
- École turque dans les environs du Caire, 1865, 66 × 118 cm, collection particulière[8].
- Conversation intime, 1873, huile sur bois, 30,5 × 20,5 cm, The Whitworth Art Gallery, Manchester[9].
- Intérieur de mosquée, prière de l'après-midi, 1857, huile sur panneau, 31 × 21 cm[8].
- Le Marchand de tapis, 1860.
- Campement franc dans le désert du mont Sinaï, avec le couvent de Sainte-Catherine au loin, 1856, aquarelle, 64,8 × 134,3 cm, Centre d'art britannique de Yale, New Haven (Connecticut)[10].
- Bey Mamelouk, huile sur toile, 1868, 35,4 × 24, 9 cm, collection particulière[8].
- Dans le jardin du Bey en Asie mineure, 1865, huile sur toile, 106,6 × 68,6 cm, The Harris Museum and Art Gallery (en), Preston[7].
- Cour de la maison du patriarche copte au Caire, huile sur panneau, 36,8 × 25,5 cm, Tate Gallery, Londres[7].
- The Siesta, 1876, huile sur toile, 88,6 × 111,1 cm, Tate Gallery, Londres.
- La Boutique de kebab, Scutari, Asie Mineure, 1858, huile sur panneau, 53,3 × 78,7 cm[11],[8].
- La Rue et la mosquée El Ghouri au Caire, vers 1841-1851, aquarelle, gouache et graphite, 37 × 54 cm, Courtauld Gallery, Londres.
- La Rue et la mosquée El Ghouri au Caire, vers 1876, huile et aquarelle sur papier marouflé sur bois, 76 × 103 cm, musée du Louvre, Paris.
- La Rue et la mosquée El Ghouri au Caire, vers 1876, pierre noire, graphite et rehauts de gouache, 29 × 40 cm, Museums and Art Gallery, Birmingham.
- Vue de la rue et de la mosquée d'El Ghouri, Le Caire, 1876, crayon, aquarelle et couleur de fond, 58,4 × 44,2 cm[12],[8].
- Le Bazar d'El Ghouri, vers 1841-1845, crayon, aquarelle et gouache, 54 × 37 cm, Tate Britain, Londres.
- Muhammed 'Ali Pacha, 1844, aquarelle, Victoria and Albert Museum, Londres.
- Le Marchand de tapis, 1860.
- Le Harem, 1852, aquarelle sur crayon, 47 × 67,3 cm, Victoria and Albert Museum, Londres[8].
- Vie de harem à Constantinople, vers 1857, gouache et aquarelle, 61,2 × 41,8 cm, Laing Art Gallery, Newcastle upon Tyne[10].
- Courtyard of the Painter's House, Cairo, 1850-1851, aquarelle, 97,5 × 126 cm, Museums and Art Gallery, Birmingham.
- Le Harem, 1876, huile sur panneau, 91 × 114 cm, Museums and Art Gallery, Birmingham.
- Lilium Auratum, 1871, huile sur toile, 136,6 × 87,5 cm, Museums and Art Gallery, Birmingham.
- The pipe bearer, 1856, huile sur panneau, 43,2 × 30,5 cm, Museums and Art Gallery, Birmingham.
- La Pièce douteuse, 1869, huile sur panneau, 75 × 87 cm, Museums and Art Gallery, Birmingham[13].
- Le Dellal, 1875, huile sur toile, collection particulière[14].

## Sources
- Gérard-Georges Lemaire, L'univers des Orientalistes, Paris, Place des Victoires, 2000  (ISBN 2-84459-117-5)
- Christine Peltre, Dictionnaire culturel de l'orientalisme, Paris, Hazan, 2003  (ISBN 2-85025-882-2)
- Lynne Thornton, Les Orientalistes, peintres voyageurs, Courbevoie, ACR édition Poche Couleur, 1994  (ISBN 2-86770-060-4)
- Gérald M. Ackerman, Les Orientalistes de l'école britannique, ACR édition (décembre 1991)  (ISBN 978-2867700491 et 2867700493)
- (en) LEWIS, John Frederick (1805 - 1876), Painter, watercolourist : Benezit Dictionary of Artists - oi (DOI 10.1093/benz/9780199773787.article.b00109035, lire en ligne)